# Stine Bredal Oftedal
Stine Bredal Oftedal (Oslo, 25 de setembro de 1991) é uma handebolista profissional norueguesa, bicampeã mundial. Stine ainda conta com alguns vice campeonatos mundiais.

## Carreira
Atualmente joga no Gyori Audi Eto KC time húngaro de muita tradições e titulos, Stine ja foi campeã da copa Húngara, campeã da liga Húngara e bi-campeã da Champions league de handebol pelo Gyori.
Nos Jogos Olímpicos de Verão de 2024, em Paris, conquistou a medalha de ouro no torneio feminino do handebol, após vencer na final confronto contra a equipe francesa por 29–21.